# Svatosávský sjezd
Svatosávský sjezd (srbsky Светосавски конгрес/Svetosavski kongres, známý též jako Sjezd (kongres) ve vesnici Ba - Конгрес у селу Ба/Kongres u selu Ba) bylo zasedání příslušníků četnického hnutí (JVuO), které se konalo v 25. - 28. ledna 1944 v budově základní školy vesnice Ba v západním Srbsku. Bylo odpovědí na partyzány svolané 2. zasedání Antifašistické rady národního osvobození Jugoslávie (AVNOJ).[zdroj?]
Jugoslávští partyzáni dokázali přesvědčit západní velmoci (kromě Sovětského svazu, jehož podporu měli již od začátku konfliktu, především Velkou Británii), že představují jedinou odbojovou sílu, schopnou úspěšně čelit německé, italské, maďarské a bulharské okupaci. Příslušníci royalistického hnutí odporu, známí jako četnici, dospěli k závěru, že tuto podporu ztrácejí a hledali proto odpověď na události z konce listopadu 1943.
V polovině ledna 1944. se proto shromáždilo na 300 lidí, kteří byli zapojeni do četnických struktur, v západním Srbsku, nedaleko vesnice Ba. Jednání byla přítomna celá četnická elita, včetně např. Dragiši Vasiće, Dragoljuba Mihajloviće, či Stevana Moljeviće. Přicestovali i zástupci z Chorvatska, jeden delegát za Slovinsko a přítomen byl rovněž i jeden bosenský muslim.
Přestože mnohé závěry jednání byly velmi podobné těm, které již před několika měsíci zazněly v bosenském městě Jajce, vyjádřili představitelé četniků rozhodné opovržení nad komunisty. V předslovu závěrů z konference se delegáti o AVNOJi vyjádřili jako o díle ustašovsko-bolševické menšiny. Naopak prohlásili, že jsou jedinými představiteli jugoslávského obyvatelstva a vyjádřili naprostou loajalitu exilové jugoslávské vládě v londýně a králi Petru II. Z hlediska společensko-politických otázek však poprvé četnici připustili budoucí federativní uspořádání země. To počítalo s vytvořením tří jednotek: srbské, chorvatské a slovinské. Na rozdíl od partyzánů však na sjezdu v Ba nebyla uznána ani černohorská ani makedonská národnost. Naopak, srbské země měly být dle četnických ideologů rozšířeny na úkor především Chorvatska. Rozdělení země podle dohody Cvetković–Maček bylo uznáno jako neplatné.
Z hlediska úpravy hranic požadovali zástupci sjezdu územní rozšíření Jugoslávie o ty oblasti, které se nepodařilo získat při mírových rozhovorech na konci první světové války. Mezi ně patřily např. města Skadar, Kjustendil, Temešvár, Pécs, ale také i např. poloostrov Istrie (který po válce Jugoslávie skutečně získala).
Závěrečným textem konference byla tzv. Bašská rezoluce (srbsky Башка резолуција/Baška rezolucija), ve které byly tyto závěry shrnuty.